# Montcalm (frégate)
Pour les autres navires du même nom, voir Montcalm (navire).
Le Montcalm est une frégate anti-sous-marine de la classe Georges Leygues (type F70) en service dans la Marine nationale française de 1982 à 2017. Son indicatif visuel est D642. Elle porte le nom de Louis-Joseph de Montcalm (1712-1759) et était parrainée par la ville de Nîmes .

## Historique
Troisième unité de la série des "corvettes anti-sous-marines", (renommée en juillet 1988 "frégates anti sous marines" type F-70"), la frégate Montcalm a été mise sur cale le 5 décembre 1975 par le chantier naval de DCN Brest, lancée le 3 mai 1980 et admise au service actif le 28 mai 1982.
En 1999-2000, dans le cadre du programme OP 3A (Opération d'Amélioration de l'Autodéfense Antimissile), elle a reçu un abri de défense à vue au-dessus de la passerelle, un système de traitement des informations de défense à vue STIDAV, un système d'autodéfense rapprochée SARA (ou SENIT 8/01), 2 systèmes SATCP Sadral avec missiles Mistral, 2 tourelles de 30 AA Breda-Mauser (remplacées en 2012 par 2/20 AAF 2), 2 lance-leurres Dagaie Mk 2, 2 conduites de tir optroniques DIBC-2A (Vigy 105), un système de veille infrarouge Vampir DIBV-2A et 2 brouilleurs ARBB-36 et reçu un radar DRBV-15 à la place du DRBV-51.
En 2002-2003, la coque a été renforcée par des bulges longs de 60 m et lestée de 210 t de béton, provoquant un accroissement global du déplacement de 330 t et une réduction de la distance franchissable d'environ 20 %.

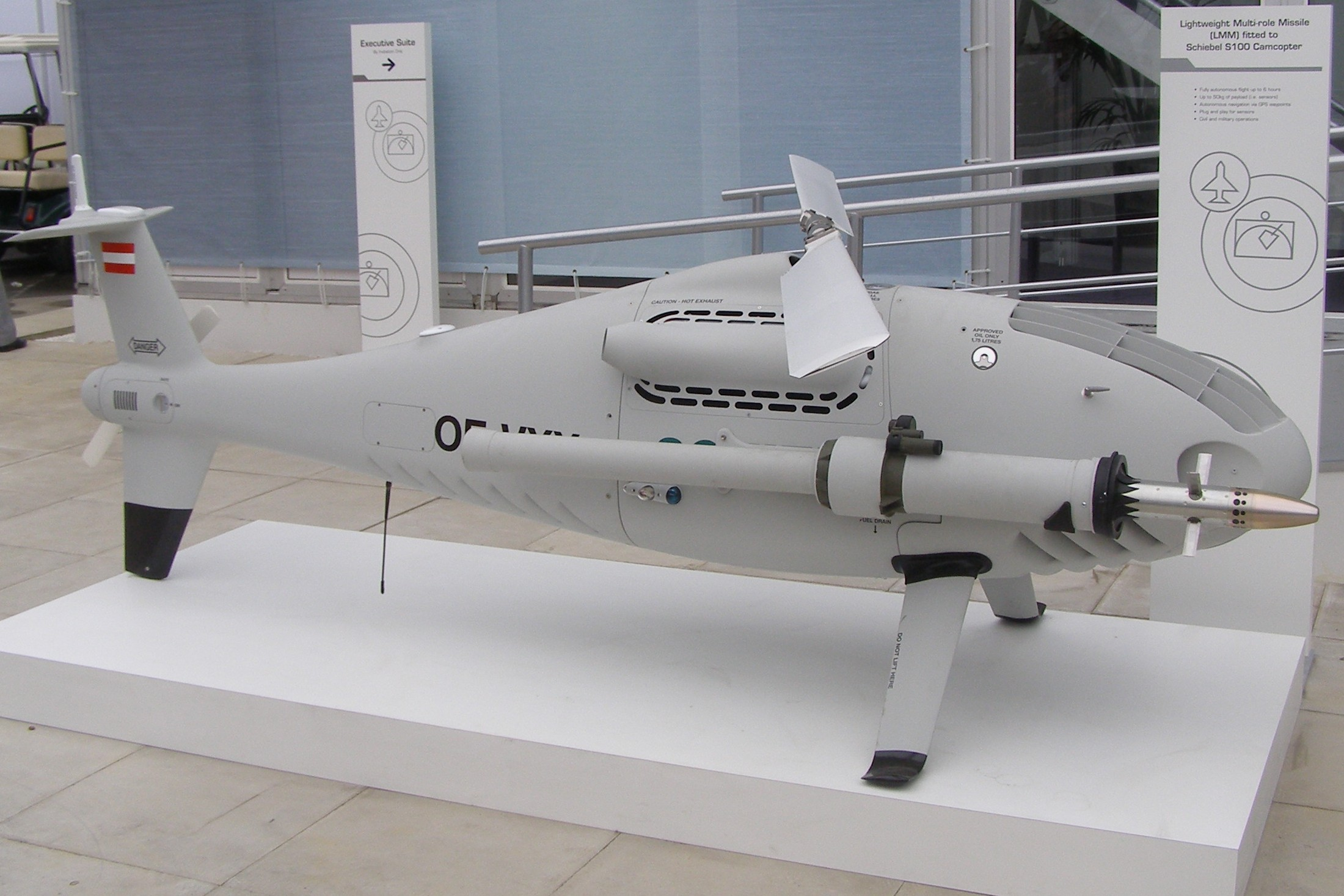
Un drone Camcopter S-100 armé d'un Lightweight Multi-role Missile.

Les 9 et 10 octobre 2008 ont lieu sur le Montcalm les premiers appontages automatiques  d'un drone sur un bâtiment de faible tonnage en mouvement. Certes, un drone RQ-8A Fire Scout s'est posé les 16 et 17 janvier 2006 sur le LPD USS Nashville de classe Austin, un navire beaucoup plus gros possédant un large pont d'envol et qui, de plus, naviguait par mer d'huile à petite vitesse. Pour permettre des conditions d'emploi de jour comme de nuit du Camcopter S-100 fabriqué par Schiebel, DCNS a conçu le Système d'appontage et de décollage automatique (SADA), doté d'un capteur infrarouge, destiné à guider avec précision le drone pendant l'appontage. L'objectif, atteint, était une précision de 30 centimètres afin que l'engin soit capable de harponner en toute sécurité la grille de la plateforme hélicoptère. Le temps de récupération ne serait que de deux minutes.
La frégate devait être désarmée en 2015 mais à la suite de la vente de la FREMM Normandie à l'Égypte, elle reste finalement en service jusqu'au 3 juillet 2017. Depuis 2018, elle est en attente de démantèlement dans le port de Toulon, à proximité de l'anse de Brégaillon. A l'automne 2023, il notifié dans un marché que son démantèlement sera effectué en Gironde à Bassens, par un groupement d'entreprise mené par Vinci avec 7 autres navires de la Marine nationale. Le navire, remorqué, a quitté Toulon pour Bassens le 2 avril 2024. À la suite de sa mise en cale sèche en novembre 2024, les opérations de découpes commencent.  

### Traditions
La frégate Montcalm reprend les traditions du croiseur Montcalm, titulaire de trois citations (pour les combats de Narvik, les combats de Dakar et le débarquement de Provence) et de la croix de guerre 39-45. A ce titre, l'équipage portait la fourragère verte. La frégate arborait la flamme de la croix de guerre au mât de Beaupré. 
La frégate Montcalm a obtenu une citation supplémentaire à l'occasion de l'opération Harmattan.
La tape de bouche du Montcalm représente une ancre de marine avec à senestre le blason de Louis-Joseph de Montcalm,et à dextre, un dragon, en référence à la devise de Dieudonné de Gozon : "Draconis extinctor" (tueur de dragons) et surmonté d'une couronne de marquis.

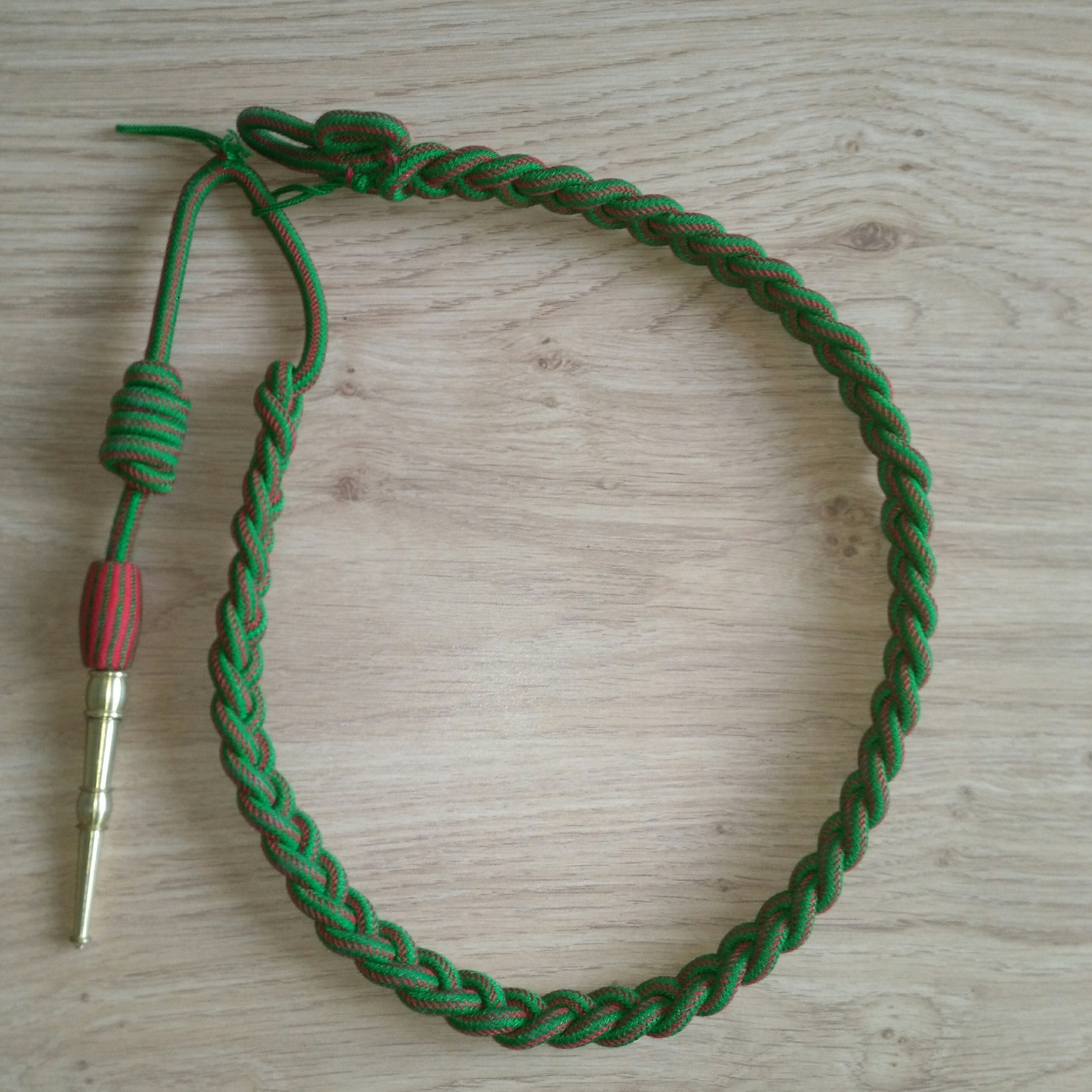
Fourragère de la croix de guerre 39-45.

### Liste des commandants successifs
| Nom                 | du       | au       |
| ------------------- | -------- | -------- |
| CV Bonbon           | 13.12.80 | 11.06.82 |
| CV Labouérie        | 11.06.82 | 09.12.83 |
| CV Albatro          | 09.12.83 | 09.08.85 |
| CV Renoux           | 09.08.85 | 27.01.87 |
| CV Méheut           | 27.01.87 | 08.08.88 |
| CV Bariller         | 08.08.88 | 20.02.90 |
| CV Wybo             | 20.02.90 | 27.08.91 |
| CV Fabiani          | 27.08.91 | 26.04.93 |
| CV Brun             | 26.04.93 | 23.09.94 |
| CV Célérier         | 23.09.94 | 13.09.96 |
| CV Mellet           | 13.09.96 | 15.07.98 |
| CV Collonnier       | 15.07.98 | 24.07.00 |
| CV Nielly           | 24.07.00 | 26.07.02 |
| CV de Bremond d'Ars | 26.07.02 | 15.09.04 |
| CV Deluzarches      | 15.09.04 | 23.06.06 |
| CV Lefebvre         | 23.06.06 | 18.07.08 |
| CV Lockhart         | 18.07.08 | 22.07.10 |
| CV Chové            | 22.07.10 | 17.02.12 |
| CV Fontarensky      | 17.07.12 | 22.07.14 |
| CV du Gardin        | 22.07.14 | 30.06.16 |
| CV Pitrat           | 30.06.16 | 03/07/17 |

## Caractéristiques

### Navigation
Le Montcalm est équipé de deux centrales de navigation inertielle SIGMA 40 créées par Sagem. 

### Senseurs

#### Radars
- un radar de veille aérienne longue portée DRBV-26A
- un radar de veille combinée air-surface DRBV-15A
- Un radar de tir DRBC32 associé à la conduite de tir 100mm "Vega".

#### Sonars
- Un sonar de coque DUBV-23 à basse fréquence, remplacé en 2008 par un UMS-4110[5]
- Un sonar à immersion variable (VDS : Variable Deep sonar) DUBV-43 à basse fréquence

#### Optronique
- deux Vigy105 associées au système d'autodéfense OP-3A
- Un système EDIR associé à la conduite de tir CROTAL-NAVAL

### Armement
À son lancement, il est armé de deux systèmes de quatre missiles anti-navire MM40 Exocet, d'un système anti-aérien Crotale avec huit missiles sur rampes (soit vingt-six missiles), d'un canon de 100 mm Mod. 1968 CADAM, de deux canons anti-aérien de 20 mm Oerlikon Mk 10 Mod. 23, remplacés dans le cadre de la refonte « 3A » par deux tourelles de 30 mm BREDA, puis par deux canons de 20 mm F2, de deux mitrailleuses de 12.7 mm et de deux catapultes fixes pour torpilles anti-sous-marines L 5 mod 4 (soit dix torpilles). Il embarque deux hélicoptères Westland Lynx.

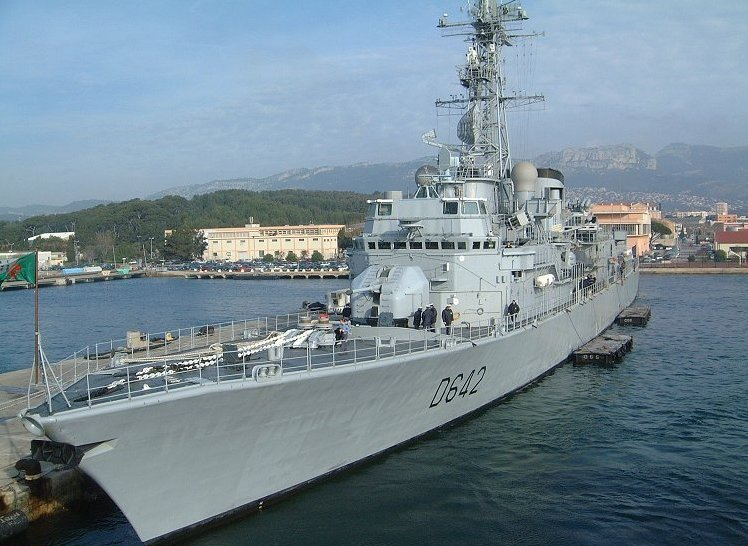
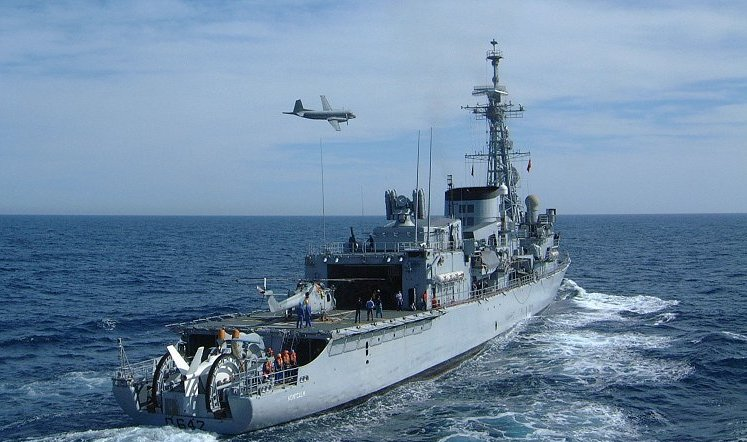
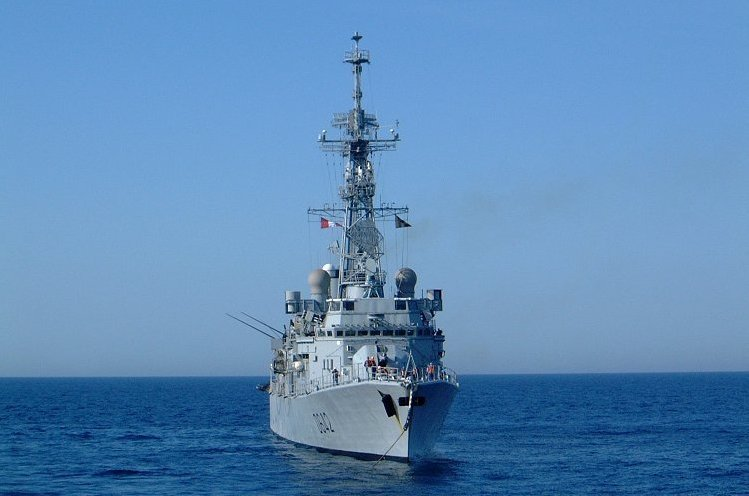
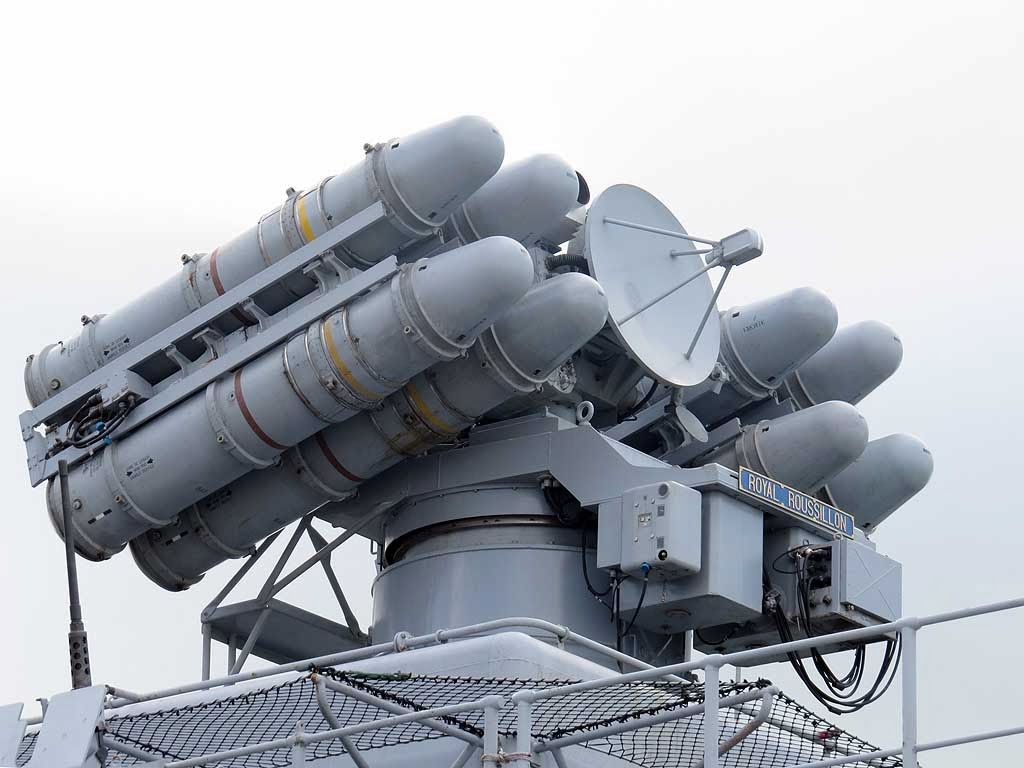

## Engagements

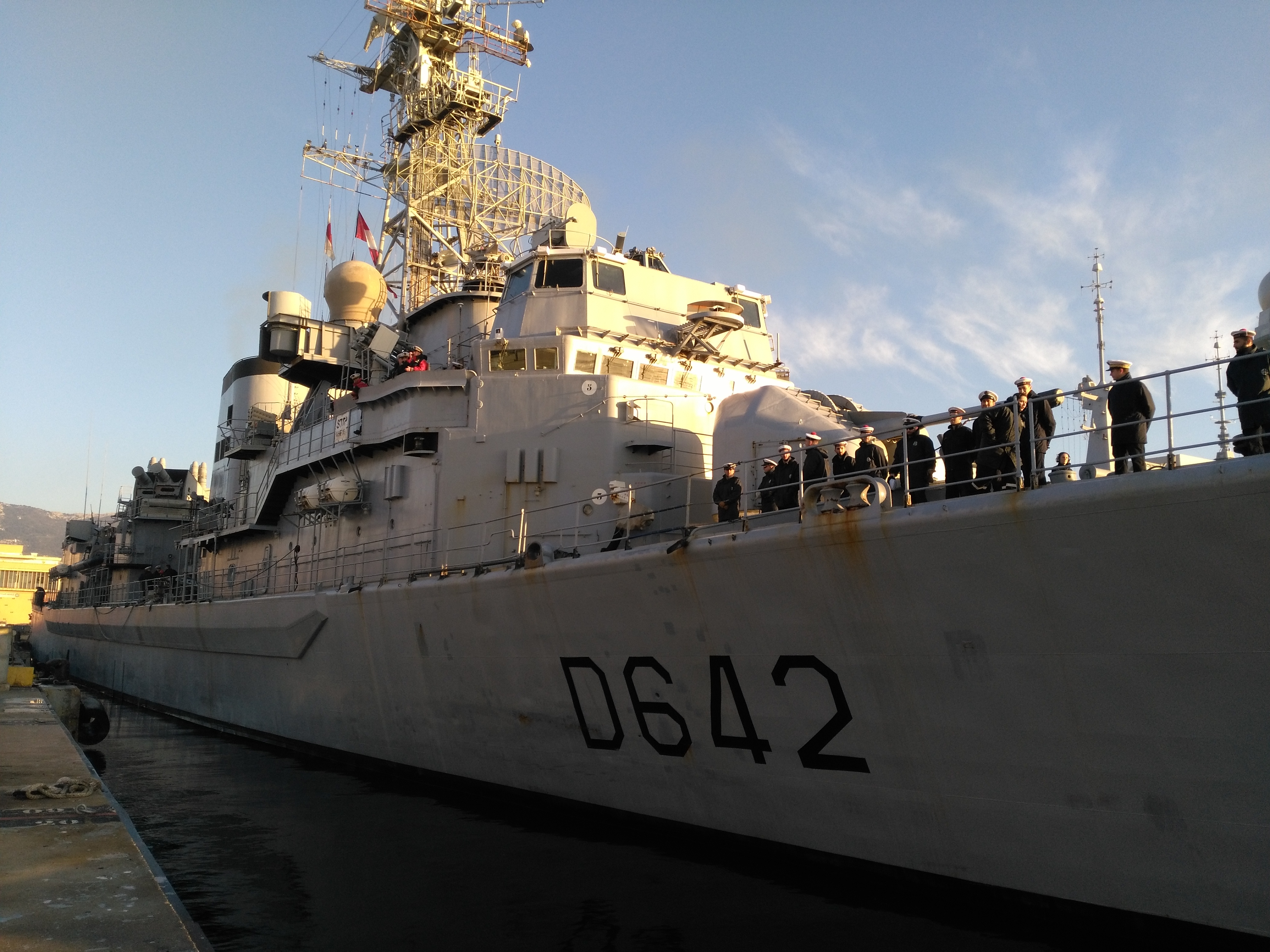
Le Montcalm à l'appareillage pour sa dernière mission, le 4 janvier 2017. Notez le bulge de renfort de la coque ajouté en 2003 ainsi que la passerelle modifiée en 1999.

Admis au service actif le 28 mai 1982; Le Montcalm rallie Toulon le 7 juin 1982. 
Il appareille sur alerte le 11 juin 1982 pour la première mission "Olifant-1". Il arrive en vue de la ville de Journieh (Liban) dès le 13 juin afin de protéger l'évacuation des ressortissants français présents au Liban, conséquence de l'intervention israélienne (opération "Paix en Galilée"). Il reste sur zone jusqu'au 4 juillet 1982.
La frégate Montcalm est à nouveau engagée au large du Liban dans la mission Olifant-6 (septembre - octobre 1982), Olifant-13 (avril - mai 1983),  Olifant-18 (octobre 1983), Olifant-19 (décembre 1983 - février 1984), Olifant-26 (mars 1985), Olifant-31 (novembre - décembre 1985), Olifant-34 (juin - juillet 1986).
Le Montcalm est engagé dans l'opération Prométhée dans le détroit d'Ormuz du 23 janvier 1988, au 12 avril 1988, puis dans l'opération Artimon du 1er octobre 1990 au 2 novembre 1990 et du 28 avril 1991 au 15 août 1991.
Il est ensuite déployé à plusieurs reprises dans le Golfe persique d'avril à juillet 1993, d'avril à juillet 1994, de décembre 1995 à mars 1996 et d'avril à août 1999.
Le Montcalm est engagé dans l'opération Enduring-Freedom, en océan Indien en février-mars 2005, de janvier à avril 2011 et de mars à mai 2013
En 2007, la frégate Montcalm participe à l'opération Baliste d'évacuation de ressortissants français au Liban.
En juin 2010, la frégate Montcalm est intégrée à la TF448, force maritime de la FINUL au large du Liban.
La frégate Montcalm est notamment engagée dans l'opération Harmattan en Libye visant à faire respecter la résolution 1973 du Conseil de sécurité des Nations unies. Le 12 mai, l'état-major des armées a précisé que la frégate Montcalm avait ouvert le feu au canon sur un objectif côtier dans la région de Marsa El Brega, le 2 mai 2011, le premier d'une longue série. Le Montcalm revient à proximité de Brega le lendemain 3 mai, mais il est pris à partie par une batterie de lance-roquettes et un canon de 155 mm. Un coup tombe notamment à moins de 150 mètres du bord, obligeant le Montcalm à écourter sa passe de tir.
En 2013, elle est déployée en océan Indien et engagée dans le cadre de l'opération Enduring Freedom.
Le 30 juillet 2014, la frégate Montcalm conduit avec la frégate Courbet l'opération d'évacuation depuis la Libye de 47 ressortissants français et étrangers, dont 14 enfants. 
La frégate Montcalm est engagée du 28 juillet au 14 octobre 2015 en Méditerranée orientale, dans le cadre de l'opération Opération Chammal. La mission, initialement tournée vers le contrôle des flux maritimes évolue du fait du déploiement en Syrie des forces armées de la fédération de Russie en soutien des forces gouvernementales, vers une mission d'observation de la situation aéro-maritime et de collecte de renseignement d'intérêt stratégique.
Elle est engagée une ultime fois du 4 janvier au 28 mars 2017 dans le cadre de l'opération Chammal, en Méditerranée orientale avant de rentrer à Toulon pour conduire ses opérations de désarmement.